# Стейн, Элиас (шахматист)
Элиас Стейн (нидерл. Elias Stein; 5 февраля 1748, Форбак — 12 сентября 1812, Гаага) — нидерландский шахматист, учитель многих нидерландских шахматистов конца XVIII — начала XIX веков. Опубликовал руководство на французском языке, где представил анализ дебюта — 1.d4 f5, названный впоследствии голландской защитой.

## Книги
- Nouvel essai sur le jeu des echecs, La Haye, 1789. (Нидерландский перевод, 's-Gravenhage, 1834, 1843, 1850).